# Rho Indi b
Rho Indi b, aussi connue comme HD 216437 b, est une planète extrasolaire (exoplanète) de type Jupiter froid, en orbite autour de l'étoile Rho Indi (HD 216437),, une  sous-géante jaune située dans la constellation de l'Indien.
Elle a été découverte le 17 septembre 2002. En 2023, l'inclinaison et la masse réelle de Rho Indi b sont déterminées par astrométrie.